# Paquito D'Rivera
Francisco de Jesús Rivera Figueras (Marianao, 4 giugno 1948) è un sassofonista, clarinettista e bandleader cubano.

## Biografia
Iniziato al sax dal padre Tito, Paquito si innamora del jazz ascoltando Live at Carnegie Hall di Benny Goodman. 
A dodici anni conosce al conservatorio il pianista Chucho Valdés e inizia la sua avventura nel jazz. Entra nel 1963 nell'orchestra del Teatro Musical de L'Avana. Nel 1965 è tra i solisti della Cuban National Symphony Orchestra. Nel 1967 fonda con Valdés l'orchestra cubana di musica moderna e ne diviene il direttore artistico. Qualche anno dopo, sempre con Valdés e Arturo Sandoval, partecipa alla creazione del gruppo di jazz cubano Irakere. Nel 1980 lascia definitivamente Cuba per stabilirsi a New York dove lavora con McCoy Tyner, Dizzy Gillespie, George Coleman, Tito Puente e Astor Piazzolla. Dirige la sua band Havana/New York Ensemble che diviene una fucina di giovani talenti come Michel Camilo, Danilo Pérez, Hilton Ruiz e Claudio Roditi. In questi anni predilige le collaborazioni con musicisti di estrazione latin o anche squisitamente jazz come Chick Corea. Nel 1989 entra nella United Nation Orchestra di Dizzy Gillespie e quattro anni dopo ne eredita lo scettro. Nello stesso anno mette insieme i musicisti cubani degli ultimi quarant'anni e nel 1994 ricolloca nella storia il pianista cubano Bebo Valdés. Nel 1995 incide con il Caribbean Jazz Project e quattro anni dopo pubblica l'autobiografia Mi vida saxual.

## Discografia

### Album
- 2008 – Paquito D´Rivera/ Sebastian Schunke Back in New York, with Antonio Sanchez, John Benitez, Pernell Saturnino, Anders Nilsson
- 2002 – The Commission Project
- 2002 – The best of Paquito D'Rivera
- 2002 – The clarinetist
- 2002 – Brazilian Dreams
- 2002 – (Stravinsky's) Historia del Soldado
- 2002 – Paquito D'Rivera & the WDR Band - Big Band Time
- 2001 – Mexico City Woodwind Quintet Visiones Panamericanas
- 2001 – Turtle Island String Quartet Danzon
- 2000 – Paquito D'Rivera Quintet Live at the Blue Note
- 1999 – Paquito D'Rivera Tropicana Nights
- 1999 – Paquito D'Rivera Cubarama
- 1999 – Paquito D'Rivera - Habanera
- 1998 – Musica de dos mundos/Music from Two Worlds
- 1997 – Paquito D'Rivera & the United Nation Orchestra Live at MCG
- 1997 – For Winds
- 1997 – Island Stories
- 1997 – Pixinguinha
- 1996 – Portraits of Cuba Paquito D'Rivera
- 1996 – Cuban Jazz Featuring Bebo & Chucho Valdes
- 1993 – Paquito D'Rivera Presents 40 Years of Cuban Jam Session
- 1993 – A Night in Englewood
- 1993 – First Take
- 1992 – Havana cafe
- 1992 – La Habana-Rio Conexión
- 1991 – Reunion
- 1990 – Live at Royal Festival Hall Dizzy Gillespie & The United Nation Orchestra
- 1990 – Who's Smoking?!
- 1990 – Live at Birdland
- 1989 – 'Return to Ipanema
- 1989 – Tico, Tico
- 1989 – Libre-echange Free trade
- 1989 – Autumn Leaves - Severi Comes
- 1989 – If Only You Know
- 1988 – Celebration
- 1987 – Manhattan Burn
- 1987 – Le quatuor de saxophones
- 1985 – Explosion
- 1984 – Elektra/Musicians
- 1984 – Why Not!
- 1983 – Live at the Keystone Korner
- 1983 – The Young Lions
- 1982 – Mariel
- 1981 – Blowin'
- 1979 – Havane Jam
- 1978-79 – Irakere